# Eucalyptus viminalis
Eucalyptus viminalis (conocido como eucalipto viminalis) es una especie fanerógama perteneciente a la familia de las mirtáceas.

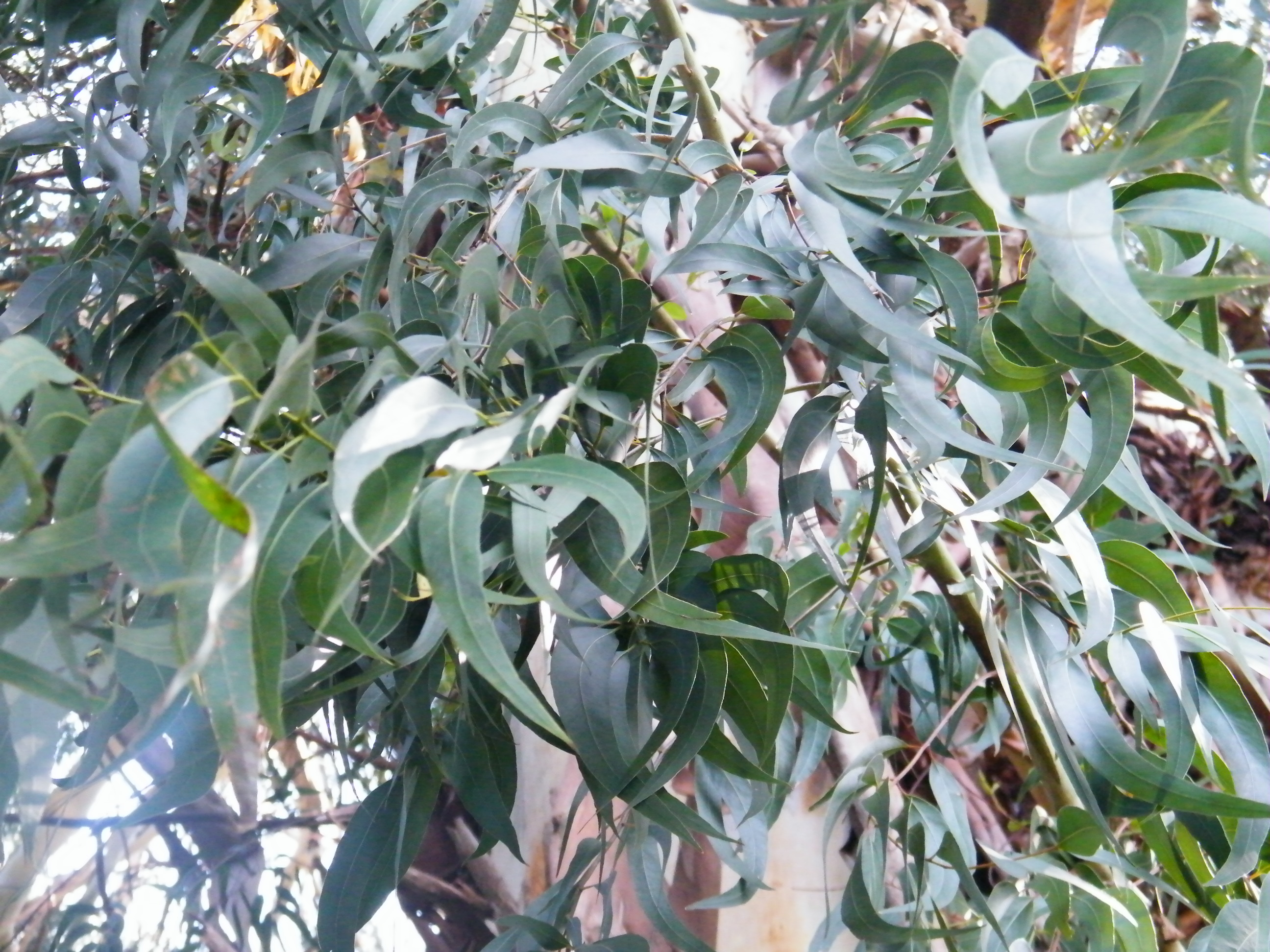
Hojas

## Descripción
Es un árbol fuerte, erecto, de 50 m de altura, con corteza rugosa y muy largas ramas. Ocasionalmente puede tener tamaños más grandes, así el más alto descubierto alcanzó 89 m de altura.
Su inflorescencia consiste en una umbela que se distingue de las demás especies del género Eucalyptus por ser triflora (tres flores).

## Distribución
E. viminalis está ampliamente distribuido en las áreas más frescas de Australia, donde sus hojas son el alimento favorito del koala. La savia tiene 5-15% azúcar, haciéndolo parte esencial del balance de energía de los mamíferos marsupiales arbóreos.
Las subespecies son nativas de la isla Kangaroo y de Mount Lofty Ranges.
También se lo encuentra en la zona este de Argentina, principalmente en las regiones pampeana y del litoral mesopotámico.

## Taxonomía
Eucalyptus viminalis fue descrita por Jacques Julien Houtton de La Billardière y publicado en Novae Hollandiae Plantarum Specimen 2: 12–13, tab. 151. 1806.
Etimología
Eucalyptus: nombre genérico que proviene del griego antiguo: eû = "bien, justamente" y kalyptós = "cubierto, que recubre". En Eucalyptus L'Hér., los pétalos, soldados entre sí y a veces también con los sépalos, forman parte del opérculo, perfectamente ajustado al hipanto, que se desprende a la hora de la floración.
viminalis: epíteto latíno que significa "con tallos largos y delgados".
Sinonimia
subsp. pryoriana (L.A.S.Johnson) Brooker & Slee, Muelleria 9: 80 (1996).
- Eucalyptus pryoriana L.A.S.Johnson, Contr. New South Wales Natl. Herb. 3: 115 (1962).
- Eucalyptus viminalis var. racemosa Maiden, Forest Fl. N.S.W. 7: 131 (1920).

subsp. viminalis.
- Eucalyptus angustifolia Desf. ex Link, Enum. Hort. Berol. Alt. 2: 30 (1822).
- Eucalyptus gunnii Miq., Ned. Kruidk. Arch. 4: 126 (1856), nom. illeg.
- Eucalyptus huberiana Naudin, Descr. Emploi Eucalypt.: 42 (1891).
- Eucalyptus viminalis var. rhynchocorys Maiden, Forest Fl. N.S.W. 7: 131 (1920).
- Eucalyptus viminalis var. huberiana (Naudin) N.T.Burb., Trans. Roy. Soc. South Australia 71: 147 (1947).[6]